# Ча луа
Ча луа (в'єт. zɔ̂ lûˀə) — традиційна м'ясна страва в'єтнамської кухні, що готується на Новорічний стіл (bàn năm mới). Перекладається як «шовковий рулет».

## Історія
Традиційна страва, відома у Північному В'єтнамі з XVII ст. З часом поширилося на південний В'єтнам. У 1970-х років після завершення В'єтнамської війни мігранти з Південного В'єтнаму, що потрапляли до США, стали замінювати бананове листя на алюмінієву фольгу.

## Приготування
Готується з нежирної свинини, картопляного (кукурудзяного або тапіокового) крохмалю, часнику, чорного меленого перцю та рибного соусу. Свинину потрібно товкти, поки вона не стане пастоподібною. Перед самим завершення перетворення м'яса на пасту додають кілька ложок рибної пасти для аромату, але також можна додати сіль, чорний перець та цукор. Також можуть додаватися чорні деревні гриби. Така м'ясна паста називається гіо сунг, що означає «сира ковбаса», яку також використовують в інших стравах.
Потім суміш, якій надають форму буханця або батону, щільно загортають у бананове листя циліндричної форми і кип'ятять. Якщо банановий лист щільно не загорнути і всередину під час варіння витече вода, ковбаса швидко зіпсується при кімнатній температурі. Ковбасу потрібно вертикально занурити у окріп, а на приготування 1 кг ковбаси зазвичай потрібна 1 година.
Можливі варіанти приготування у фритюрі, тоді страва називається ча ч'єн, смажена ковбаса з корицею — ча куе. при застосуванні свинячої шкіри — ча бі.
Зазвичай ча луа нарізають скибочками та вживають з рисовими стравами («хой» або «банх чуан») чи хлібом-«банх мі» у вигляді бутерброда. Ковбаса при кімнатній температурі зберігається до 1 тижня, в холодильнику — протягом 1 місяця.